# Ernst Felix Petritsch
Ernst Felix Petritsch (* 21. Mai 1878 in Triest; † 18. Dezember 1951 in Wien) war ein österreichischer Hochschullehrer für Nachrichtentechnik und ein Ingenieur der Hochfrequenztechnik.

## Leben
Geboren in der Hafenstadt Triest im damaligen Österreich-Ungarn studierte er um die Jahrhundertwende Physik an der Technischen Hochschule (TH) in Wien, der heutigen Technischen Universität (TU). Nach erfolgreichem Abschluss arbeitete er in der österreichischen Staatstelegraphenverwaltung. Kurz darauf brach der Erste Weltkrieg (1914–1918) aus. Er wurde in die Armee einberufen und diente im Telegraphenwesen, zuletzt im Rang eines Majors. Er wurde mit dem Ritterkreuz des Franz-Joseph-Ordens und dem Militärverdienstkreuz III. Klasse ausgezeichnet. Nach dem Zerfall der k. u. k.-Monarchie verließ er Österreich und wurde Leiter der Versuchsabteilung für Kabel und Verstärker der niederländischen Telegraphenverwaltung.
Nachdem er einen Ruf zum Professor für Fernmeldetechnik von seiner Alma Mater erhalten hatte, kehrte er im Jahr 1928 nach Wien zurück. Dort an der TH baute er das Institut für Schwachstromtechnik auf, wie man damals die im Aufblühen begriffene Nachrichtentechnik in Abgrenzung zur Starkstromtechnik nannte. Innerhalb der nächsten zehn Jahre entstand eine herausragende Forschungs- und Ausbildungsstätte. Zu seinen Doktoranden zählte 1936 Herbert Döring, späterer Professor für Hochfrequenztechnik an der Rheinisch-Westfälischen Technischen Hochschule (RWTH) in Aachen.
Petritsch musste seine erfolgreiche Tätigkeit im Jahr 1938 jäh unterbrechen, nachdem im März der „Anschluss“ Österreichs an den deutschen NS-Staat erfolgt war. Im selben Jahr beantragte er die Aufnahme in die NSDAP, wurde aber abgelehnt. Gegen seinen Willen wurde er in den Ruhestand versetzt und konnte erst nach dem Zweiten Weltkrieg seine Arbeit wieder aufnehmen. Er starb im Alter von 73 Jahren. Zu seinem Andenken ist die Petritschgasse im 21. Wiener Gemeindebezirk und der Hörsaal EI 1 der TU Wien nach ihm benannt.